# Glenea grossepunctata
Glenea grossepunctata é uma espécie de escaravelho da família Cerambycidae.  Foi descrito por Stephan von Breuning em 1958.  É conhecida a sua existência nas Moluccas.

## Subespecie
- Glenea grossepunctata grossepunctata Breuning, 1958
- Glenea grossepunctata soembanensis Breuning, 1958